# Platambus elongatus
Platambus elongatus är en skalbaggsart som beskrevs av Bian och Ji 2008. Platambus elongatus ingår i släktet Platambus och familjen dykare. Inga underarter finns listade i Catalogue of Life.